# Oscaecilia zweifeli
Oscaecilia zweifeli es una especie de anfibio gimnofión de la familia Caeciliidae.
Lo poco que se conoce de la distribución de esta cecilia es por la descripción de la localidad típica (un arroyuelo afluente del Río Mazaruni, en la República Cooperativa de Guyana), donde se recogió el ejemplar que se ha tomado como tipo nomenclatural, y por la de la correspondiente a otro espécimen recogido en los alrededores de Cayena (Guayana Francesa).   